# Liaromorpha nitida
Liaromorpha nitida är en insektsart som beskrevs av Sigfrid Ingrisch 1998. Liaromorpha nitida ingår i släktet Liaromorpha och familjen vårtbitare. Inga underarter finns listade i Catalogue of Life.